# Frances Elaine Newton
Frances Elaine Newton (* 12. April 1965; † 14. September 2005 in Huntsville, Texas) wurde wegen dreifachen Mordes zum Tode verurteilt. Die Afroamerikanerin war die 11. Frau, die in den USA seit 1977 hingerichtet wurde.

## Vorgeschichte
Im März 1987 schloss Frances Newton eine sehr hohe Lebensversicherung für sich, ihren Ehemann Adrian und ihre fast 2-jährige Tochter Farrah ab. Ihr 7 Jahre alter Sohn Alton hatte bereits eine solche. Frances Newton lebte zu dieser Zeit bereits getrennt von ihrem Mann und hatte einen Freund. Am 7. April 1987 wurden ihr Mann und ihre beiden Kinder mit einer Pistole aus nächster Nähe erschossen. Diese Pistole gehörte Frances Newtons Freund. Daraufhin wurde sie verhaftet und wegen dreifachen Mordes angeklagt, als Motiv galt die Versicherungssumme von 100.000 US-Dollar.

## Prozess
Frances Newton beteuerte jahrzehntelang ihre Unschuld. Ihr Pflichtverteidiger Ron Mock befragte weder Zeugen, noch setzte er sich sehr für seine Klientin ein. Zu Newtons Verurteilung trugen unter anderem Rückstände von Nitrat an ihrem Rock bei, die man für Spuren abgefeuerter Schüsse hielt. Erst nach ihrer Verurteilung fand man heraus, dass diese Rückstände in Wirklichkeit von Dünger stammten, denn Newton hatte an diesem Tag im Garten gearbeitet. Auch fanden sich an ihrer Kleidung keinerlei Blutspuren, was sehr ungewöhnlich ist, wenn man bedenkt, dass die Schüsse aus unmittelbarer Nähe abgefeuert wurden. Dennoch wurde Newton 1988 zum Tode verurteilt.

## Im Todestrakt
17 Jahre verbrachte Frances Newton im texanischen Todestrakt im Gefängnis von Huntsville. Zunächst sollte sie am 1. Dezember 2004 hingerichtet werden, aber hier gewährte ihr Gouverneur Rick Perry einen 120-tägigen Hinrichtungsaufschub. Weltweit setzten sich Menschen für die Rettung von Frances Newton ein. Sie selbst wiederholte immer wieder, dass sie ihren Mann und ihre Kinder nicht getötet habe.

## Hinrichtung
Am 14. September 2005 wurde Frances Newton durch eine tödliche Injektion hingerichtet. Ihre Eltern und drei Geschwister kamen zu ihrer Hinrichtung, ebenso zwei Cousinen ihres Mannes Adrian. Newton lehnte es ab, eine letzte Mahlzeit einzunehmen. Sie sprach auch keine letzten Worte, sondern blickte nur stumm zu ihrer Familie und formte mit den Lippen die Worte „I love you“. Um 18:09 Uhr Ortszeit wurden die Medikamente in ihren Körper eingeleitet, um 18:17 Uhr wurde sie für tot erklärt.

## Filmische Dokumentation
- 2006, WDR, Dokumentation „Die Story - Ein Tod in Texas: Die Hinrichtung der Frances Newton“.